# Beaufortia bicolor
Beaufortia bicolor là một loài thực vật có hoa trong Họ Đào kim nương. Loài này được Strid mô tả khoa học đầu tiên năm 1987.